# 901

## Esdeveniments
- A Uxmal es dedica un camp al Joc de pilota mesoamericà
- Lluís III el Cec proclamat Emperador d'Occident
- Nicolau el Místic esdevé Patriarca de Constantinoble

## Necrològiques
- Adelaida de Friül, mare de Carles el Simple